# Кваша, Олег Владимирович
Олег Владимирович Кваша́ (род. 26 июля 1978, Москва) — российский хоккеист, левый и центральный нападающий.

## Клубная карьера
Воспитанник СДЮШОР ЦСКА имени Валерия Харламова. Дебютировал на высшем уровне, в составе родного клуба, в сезоне 1995/1996. После Чемпионата Европы среди юниоров 1996 года на драфте НХЛ был выбран «Флоридой Пантерз» под общим 65-м номером. Однако первый матч в НХЛ провёл лишь в начале сезона 1998/1999, против «Тампы-Бэй Лайтнинг». Первый гол в НХЛ забросил 16 октября 1998 года в ворота «Баффало Сейбрз».
В межсезонье 2000 года отправился вместе с Марком Пэрришем, из «Флориды» в «Нью-Йорк Айлендерс», взамен Роберто Люонго и Олли Йокинена. В Нью-Йорке провёл пять лет, играя в том числе в одном звене с Алексеем Яшиным.
9 марта 2006 года обменян из «Айлендерс» в «Финикс Койотис» вместе с правом выбора в пятом раунде на право выбора в третьем и пятом раундах выбора на драфте. В НХЛ, за 7 сезонов, провёл 493 игры (81+136=217, 335 минут штрафа). В Кубке Стэнли — 21 игра (1+2=3, 8 минут штрафа). В Северной Америке получил прозвище — Баша.
Во время локаута провёл 22 игры за череповецкую «Северсталь» и 26 в составе родного ЦСКА, забив в сумме 9 голов и сделав 11 передач.
Летом 2006 года вернулся в Россию, где подписал контракт с подольским «Витязем», генеральным менеджером которого, на тот момент, являлся Алексей Жамнов. В составе подмосковной команды провёл два полноценных сезона и сыграл 82 матча, забросил 27 шайб и отдал 26 результативных передач.
В мае 2008 года подписал контракт с челябинским «Трактором» — 55 матчей (17+18) очков.
В 2009 году перешёл в мытищинский «Атлант» — 50 матчей (12+10) очков.
Сезон 2010/11 провёл в магнитогорском «Металлурге» — 65 матчей (7+6) очков.
Сезон 2011/12 провёл в нижнекамском «Нефтехимике» — 44 матча (10+13) очков.
4 июля 2012 года подписал двухлетний контракт с ЦСКА, в составе которого провёл один сезон — 44 матча (6+8) очков.
12 июля 2013 года подписал годичный контракт с омским «Авангардом». Был выбран ассистентом капитана команды. Проведя 20 матчей в составе «Авангарда» и отметившись лишь 4 очками в личном активе (1+3), 29 октября того же года, был выставлен клубом на драфт отказов. В течение отведённого времени, в услугах хоккеиста ни один из клубов КХЛ не заинтерисовался и Олег Кваша был командирован в фарм-клуб ВХЛ — ангарский «Ермак». В составе ангарчан Олег Кваша провёл 4 матча, забросил 2 шайбы и отдал 3 результативные передачи.
1 декабря 2013 года стало известно о заключении контракта до конца сезона с московским «Спартаком».

## Тренерская карьера
21 июля 2020 года вошёл в скаутский отдел московского «Спартака», где занимался поиском молодых талантов для системы клуба. 3 ноября 2021 года начал тренерскую карьеру, возглавив МХК «Атлант». В июне 2023 года покинул клуб. 20 июня 2023 года вошёл в тренерский штаб МХК «Спартак», став старшим тренером в штабе Александра Баркова.

## Достижения
- Бронзовый призёр молодёжного чемпионата мира 1997 года, серебряный 1998 года.
- Бронзовый призёр Олимпиады 2002.
- Выступал за сборную России на Кубке мира 2004 года.

## Статистика
| Легенда | Легенда                    | Легенда | Легенда                   | Легенда | Легенда    |
| ------- | -------------------------- | ------- | ------------------------- | ------- | ---------- |
| И       | Количество проведённых игр | Штр     | Штрафное время            | +/−     | Плюс-минус |
| Г       | Голы                       | П       | Голевые передачи          | О       | Очки       |
| -       | Статистика неизвестна      | —       | Статистика не учитывалась |         |            |

### Сборная
| Год                         | Команда                     | Турнир                      | Место                       |    | Игр | Г | П | О | Ш |
| --------------------------- | --------------------------- | --------------------------- | --------------------------- | -- | --- | - | - | - | - |
| 1997                        | Молодёжная сборная          | МЧМ                         | 3-е                         | 6  | 2   | 0 | 2 | 4 |   |
| 1998                        | Молодёжная сборная          | МЧМ                         | 2-е                         | 7  | 4   | 2 | 6 | 4 |   |
| Всего за молодёжную сборную | Всего за молодёжную сборную | Всего за молодёжную сборную | Всего за молодёжную сборную | 13 | 6   | 2 | 8 | 8 |   |
| 2002                        | Россия                      | Олимпийские игры            | 3-е                         | 5  | 0   | 0 | 0 | 0 |   |
| 2004                        | Россия                      | Кубок Мира                  | 5-е                         | 2  | 0   | 1 | 1 | 0 |   |
| Всего за сборную            | Всего за сборную            | Всего за сборную            | Всего за сборную            | 7  | 0   | 1 | 1 | 0 |   |